# پشه‌خوارها
پشه‌خوارها (نام علمی: Conopophaga) نام یک سرده از تیره پشه‌خوار است.